# Вулиця Богдана Хмельницького (Калуш)
Вулиця Богдана Хмельницького є важливою вулицею для Калуша, оскільки зв'язує його з промисловою зоною, де працевлаштована значна частина калушан. Також це одна з найдовших вулиць міста.

## Розташування
Починається від транспортного кільця, яке з'єднує 5 вулиць (Л.Українки, Ринкова, Хіміків, Хмельницького, Героїв України). До неї прилягають:

### зліва
- вулиця О. Тихого
- вулиця Будівельників
- вулиця Марченка
- вулиця Фінська
- вулиця Об'їзна

### справа
- вулиця В. Стуса
- вулиця Молодіжна
- вулиця Литвина

Вулиця Богдана Хмельницького переходить у продовження — вулицю Промислову на транспортному кільці після автомобільного моста через канал (перенаправлене русло р. Сівка).

## Історія
Одна з вулиць колонії Новий Калуш до 1925 р., опісля — калуська вулиця Матіївка (№ 34 за переліком вулиць 1940 року, садиби № 582-613). 14.03.1947 перейменована на вулицю Богдана Хмельницького.

## Сьогодення
Сучасна забудова зведена в 60-70-х роках XX сторіччя замість попередньої садибної забудови. На початку вулиці споруджений комплекс будівель технікуму, навпроти якого поставили колоніальним символом пам'ятник російському вченому Менделєєву.
У 2018 році до дня захисника України на фасаді Вищого професійного училища № 7 відкрили меморіальні дошки випускникам  — загиблим на російсько-українській війні героям: Василеві Боднарю, Юрію Пукішу і Богдану Гавриліву.
17 березня 2023 року на фасаді Калуського політехнічного коледжу відкрили інтерактивну меморіальну дошку загиблому на російсько-українській війні Герою, заступнику директора навчального закладу Любомиру Фединяку.

## Відомі люди
- Анна Гумінілович-Йонкер — діячка українського громадського та жіночого руху.

## Світлини

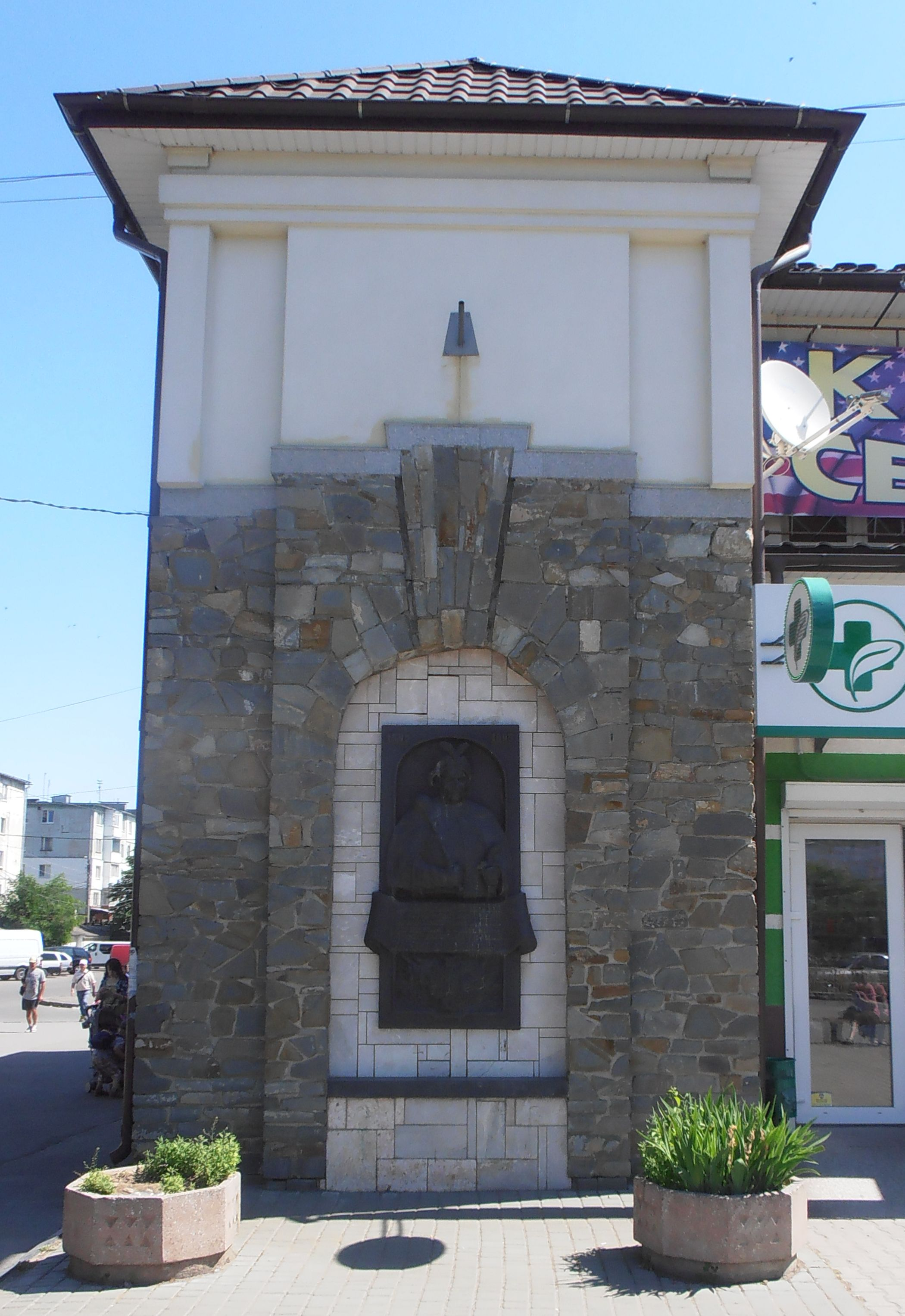
Монумент Хмельницькому
Барельєф Хмельницькому
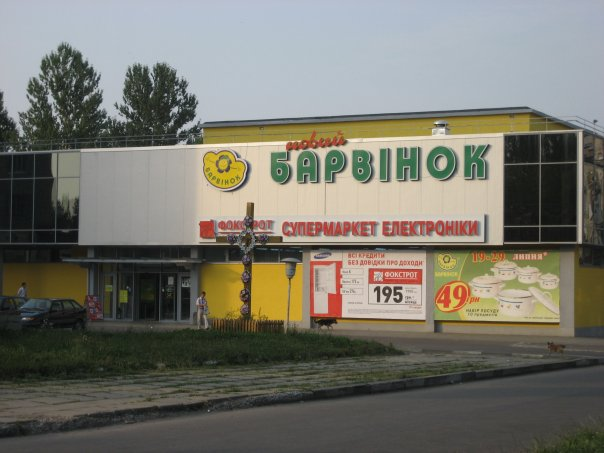
супермаркети Барвінок і Фокстрот
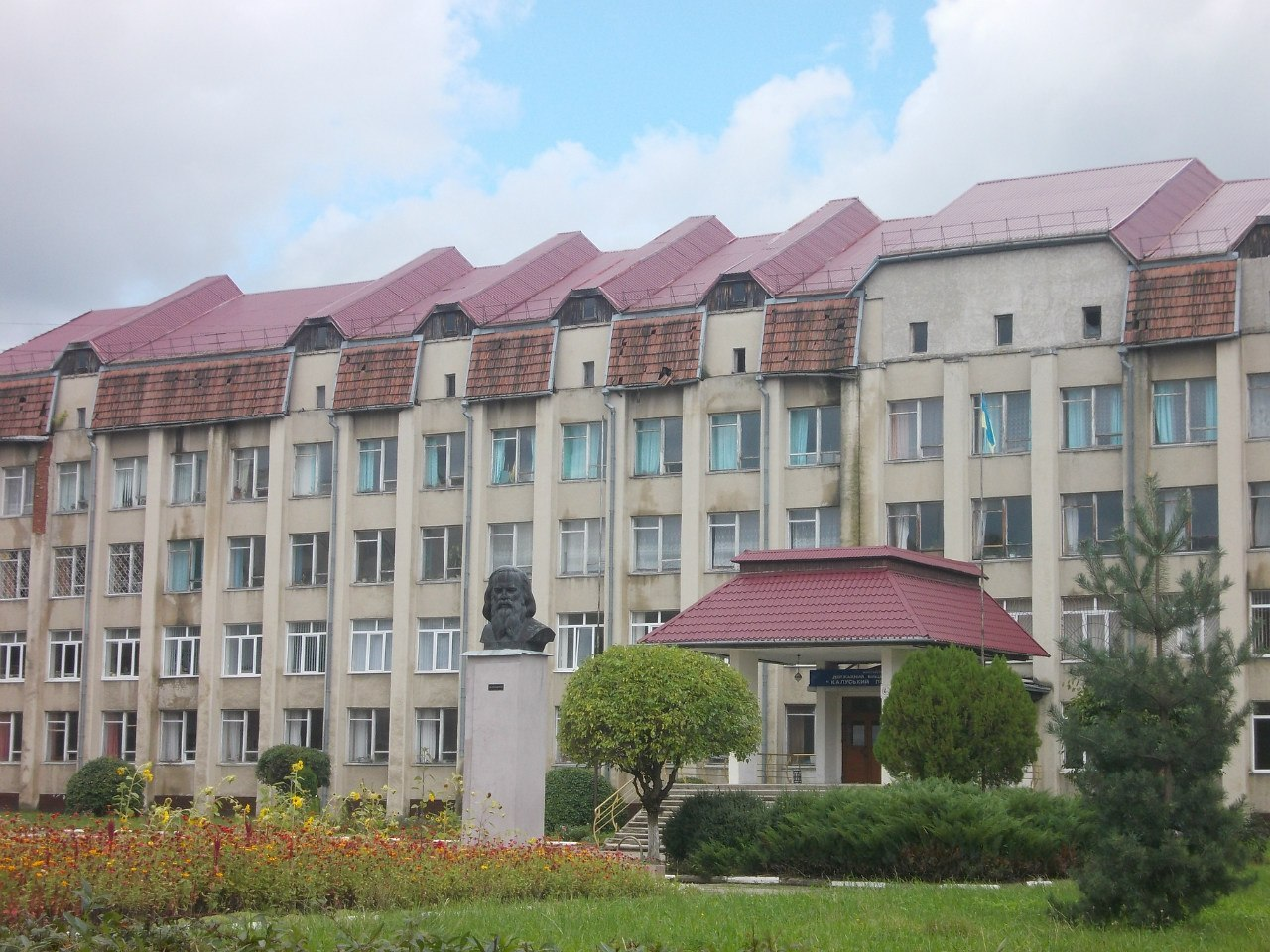
Будівля калуської політехніки
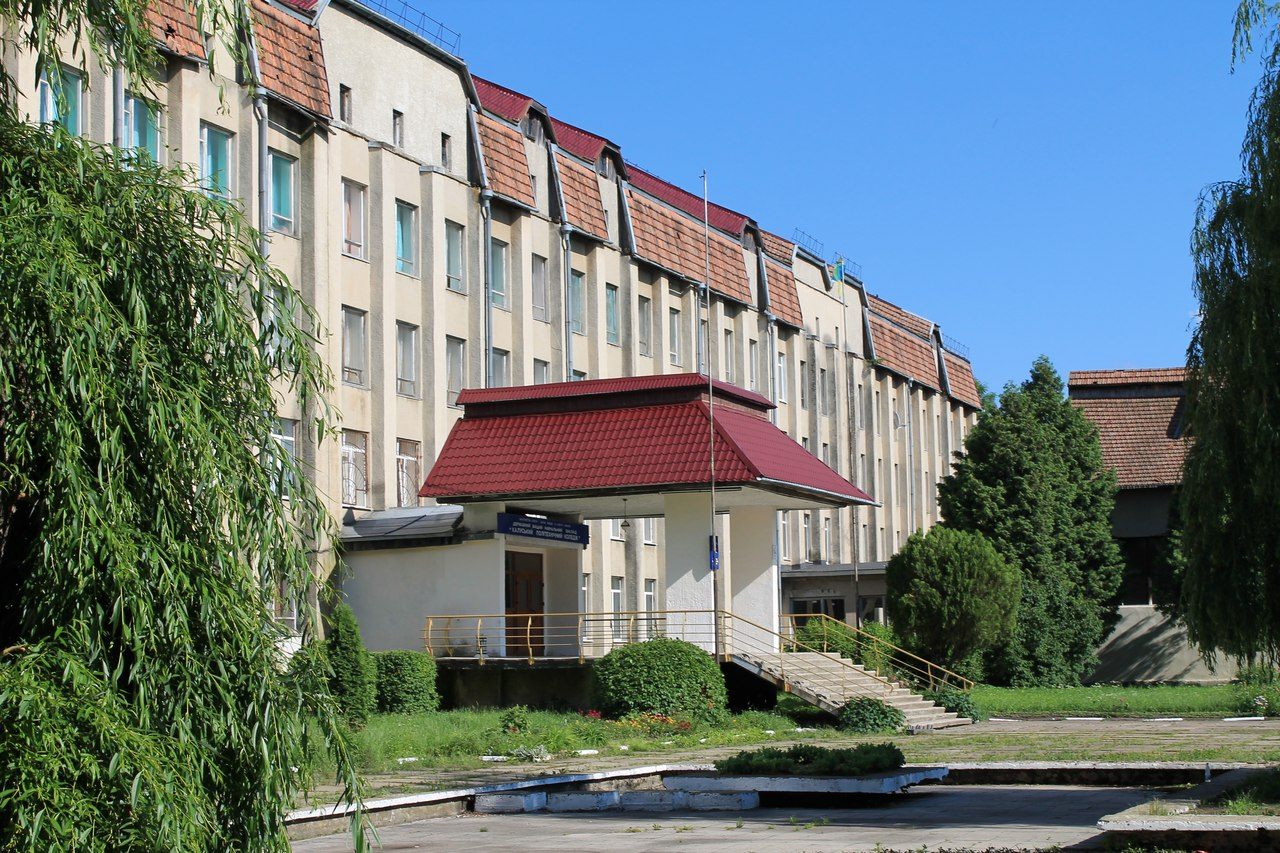
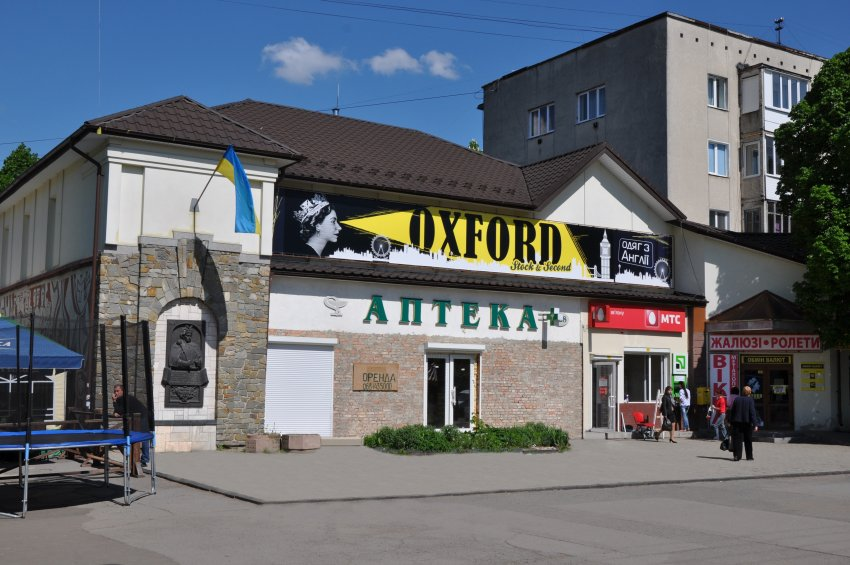
Комерційна будівля
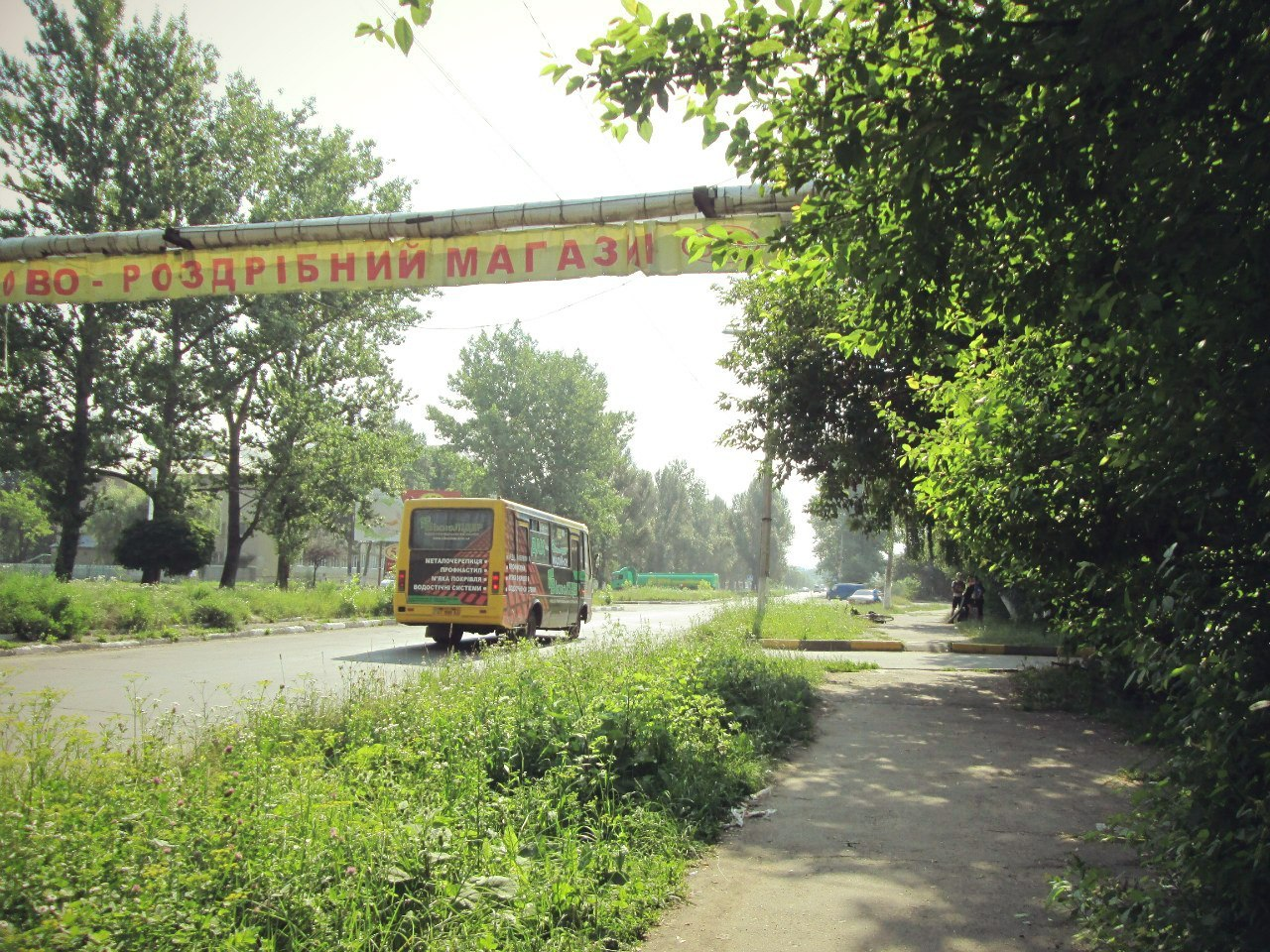
Вулиця Б. Хмельницького